# La Lutte
Pour plus de détails, voir Fiche technique et Distribution.
La Lutte est un court métrage québécois coréalisé par Michel Brault, Marcel Carrière, Claude Fournier et Claude Jutra sorti en 1961.

## Synopsis
La relation au « candid eye » (au cœur de la réalité filmée) d'une importante rencontre de catch au Forum de Montréal et des émotions qu'elle procure parmi les spectateurs, précédée de l'entraînement des sportifs et s'achevant sur la déclaration rageuse du catcheur russe perdant.

## Fiche technique
- Titre complet : La lotta - Wrestling - Le Catch - La Lutte
- Réalisation : Michel Brault, Marcel Carrière, Claude Fournier et Claude Jutra
- Conseiller artistique : Roland Barthes
- Assistant-réalisateur : Stanley Jackson
- Directeurs de la photographie : Michel Brault, Claude Fournier et Claude Jutra
- Cadreur : Bernard Gosselin
- Électricien : Maurice de Ernstedt
- Montage : Don Owen
- Musique : Allegro du « Concerto en sol » de Vivaldi-Bach (d'Antonio Vivaldi ; transcription et réduction : Johann Sebastian Bach), interprété par Kelsey Jones
- Son : Marcel Carrière, Claude Pelletier
- Mixage : Roger Lamoureux
- avec la collaboration de Wolf Koenig (en), de Guy Lecouflair et d'Arthur Lipsett
- Directeur de production : Jacques Bobet
- Régisseur : Léo Ewaschuck
- Production et distribution : Office national du film du Canada
- Durée : 27 minutes 49 secondes
- Procédé : 35 mm (positif & négatif), noir & blanc, son mono
- Sortie en France : décembre 1961 (Journées internationales du Court Métrage de Tours)
- Copyright MCMLXI par l'Office national du film du Canada

## Distribution (dans leur propre rôle)
- Édouard Carpentier : un catcheur
- Al Castello : un catcheur
- Ivan Kalmykov : un catcheur
- Dominic DeNucci : un catcheur

## Autour du film
- Les prises de vue ont eu lieu au Forum de Montréal, 2313 rue Sainte-Catherine Ouest, Montréal.
- Une rencontre fortuite avec le philosophe français Roland Barthes modifia sensiblement le projet des quatre réalisateurs. Ceux-ci envisageaient en effet de démonter image par image les trucs et trucages faisant selon eux du catch un spectacle frelaté. Roland Barthes en fut horrifié. Il évoqua toute la beauté d'un tel spectacle, nécessaire de surcroît à un public populaire. Les quatre hommes décidèrent alors de filmer les choses telles quelles, sans imposer leur point de vue.